# Reserva índia Big Horn 144a
La Reserva índia Big Horn 144A és una reserva índia a Alberta situada vora el comtat de Clearwater. És compartida per les bandes índies Bearspaw, Chiniki, i Wesley de la Primera Nació Nakoda (Stoney). Té 22,24 km² i el 2011 tenia 134 habitants, dels quals 75 parlen stoney i 5 parlen cree.